# Чойжин-ламин-сум

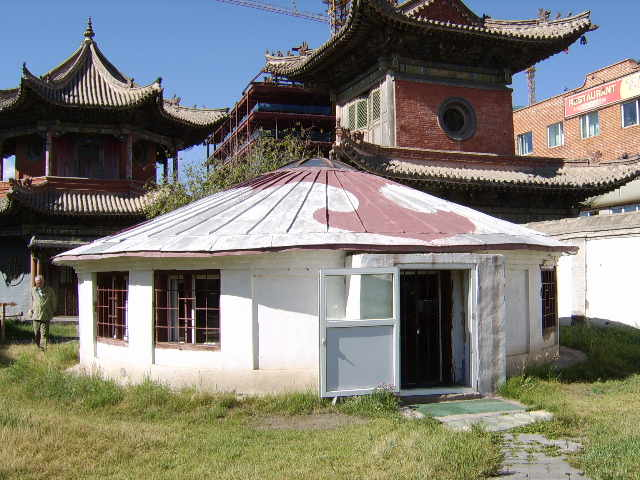
Молитовний дім у формі юрти

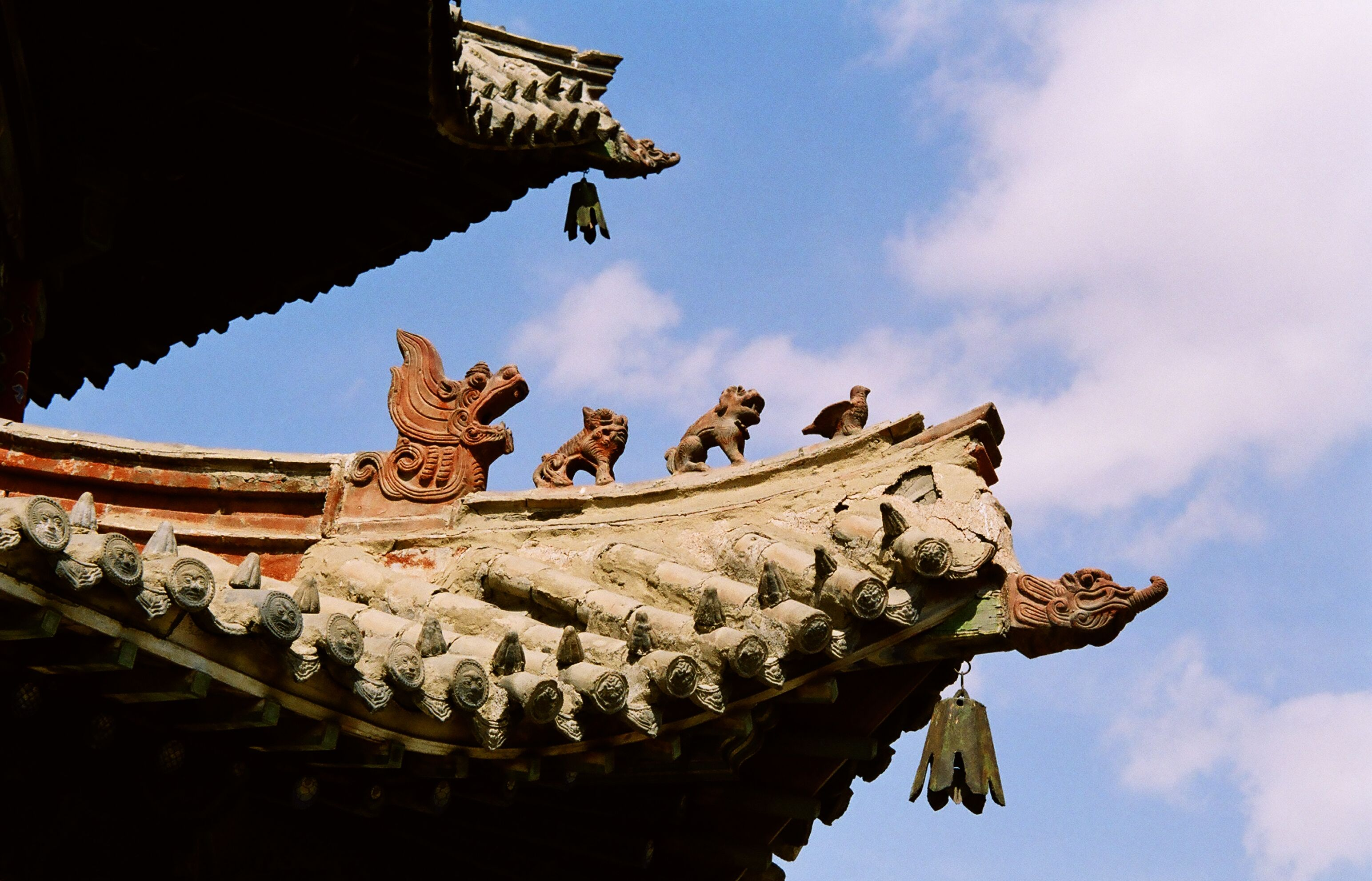
Фрагмент покрівельної прикраси одного із храмів комплексу

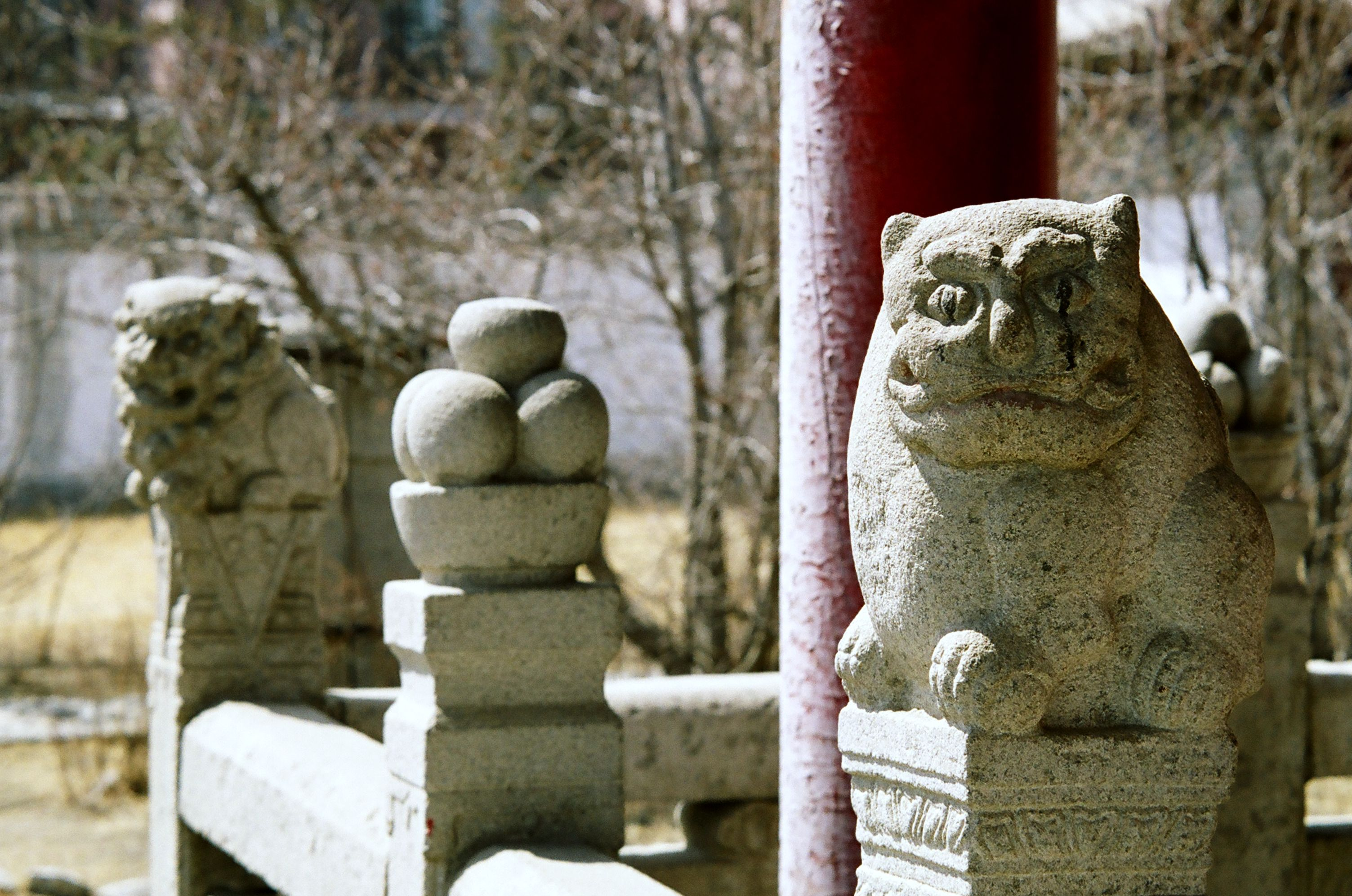
Кам'яні леви-вартові храму

Храм-музей Чойджин-лами (монг. Чойжин ламын сүм) — храмовий комплекс початку XX століття, розташований у столиці Монголії Улан-Баторі. На даний час — діючий музей тибето-монгольського релігійного мистецтва.

## Історія
У 1875 році шестирічний Богдо-геген VIII прибув до Монголії разом зі своїм молодшим братом Лувсанхайдавом (1871–1918). Коли Лувсанхайдаву виповнилося 12 років, особистий вчитель Богдо-гегена Балданчоймбол вирішив зробити з нього віщуна і в 1884 році запросив з Тибету чойджин-ламу Сетеева для виконання ритуалу входження в дитину духу-провидця (чойжин). Спільно з ним даний ритуал виконав і лама Лувсанпелжее. Головними духами-провидцями, на яких опирався Лувсанхайдав у своїй практиці, стали Найчін-чойжин, Земер-чойжин і Дордже Шугден. Передбачалося, що ці духи стануть опорою монгольської державності і допоможуть вигнати маньчжурську владу з Халхи. Сам Лувсанхайдав був відомий як прихильник «каґ'ю» і не дотримувався загальноприйнятої в школі гелуг практики целібату, тому й одружився.
Перший храм, побудований для державного чойжин-лами в 1896 — 1902 роках в Зуун-хуре на народні пожертвування, в 1903 році згорів у пожежі. Тоді Лувсанхайдав на власні кошти і за фінансової підтримки своєї дружини Суренхорло — дочки керуючого китайським торговим кварталом Урги Маймачен, — почав створення нового кам'яного храму навколо вже побудованого на цьому місці в 1891-1901 роках храму Зуу. У 1906 році Лувсанхайдав відправив імператору Цзайтянь супроводжений подарунками лист, в якому запевнив його в тому, що в новому храмі будуть молитися за його довголіття і за міцність імперської влади, а також просив надати офіційну назву для храму; в результаті храм отримав ім'я «Храм поширення милостей» (монг. Өршөөлийг хөгжүүлэгч сүм). У 1908 році будівництво храмового комплексу було завершено. Богдо-геген дав йому ім'я «Палац, що пригнічує всі види чорних демонів і творить велике блаженство» (Хар, зүгійн шулмасин аймгійн омгійг дарагч, їх амгалангійн урвалтгүй зүтген бүтеесен орд Харш).
Аж до 1936 року в храмі проходили служби, а в 1938 році, під час репресій духовенства в Монголії, храм був закритий, і, ймовірно, був би знесений, проте в 1940 році за постановою Вченого комітету Монголії храм було вирішено залишити в якості пам'ятника архітектури. У 1941 році він був узятий під захист держави, а в 1942 році було прийнято рішення використовувати приміщення храму під антирелігійний музей (пізніше — «Музей історії релігії»).

## Архітектура
Автором більшості проектів будівель комплексу, що будувався з дерева, був монгольський архітектор Омбогійн. Архітектура комплексу зазнала істотного впливу китайського зодчества. У виготовленні ритуального начиння, зокрема зображень — танка, брав участь майбутній засновник сучасного монгольського живопису, Балдугійн Шарав. На прикраси всього комплексу було витрачено 1821,2 кг чистого срібла.

## Експозиція музею
Експозиція відтворює стан храму, яким він був за часів Лувсанхайдава. У головному храмі знаходиться статуя Будди Шак'ямуні XVIII століття, праворуч від неї знаходиться статуя Лувсанхайдава, ліворуч — муміфіковане тіло лами Балданчоймбола. Музей має у своєму розпорядженні велику колекцію культових артефактів тибетського буддизму, копію 108-томного буддійського канону Ганджур і 226-томних коментарів до нього — Данджура, привезенї з Тибету Богдо-гегеном VIII, а також колекцію масок для церемонії цам. Зовні храму розташовується молитовня, виконана у формі традиційної монгольської юрти, а також майданчик, на якій Лувсанхайдав виконував тантричні ритуали.
У храмі Зуу, присвяченому Будді Шак'ямуні, експонуються три статуї Будди, виготовлені з пап'є-маше. На стінах храму — зображення 16 аргатів і чотирьох махарадж. У храмі Ядам Чойжін-лама проводив найважливіші ритуали, і він був закритий для віруючих. У ньому знаходяться бронзові статуї 84 індійських махасіддхів, а також статуї ідамів Калачакри і Махамаї, будди Ваджрадгари та ін.. Храм Амалган присвячений першому тулку Богдо-гегена, Дзанабадзара (1635—1724).